# Мехмед Ферид-паша
Мехмед Ферид-паша Авлоньялы (тур. Avlonyalı Mehmed Ferid Paşa) (род. 1851 Янина, Греция — умер 1914 Сан-Ремо, Италия) — Великий визирь Османской Империи.
По национальности албанец, получил прекрасное образование, знал арабский, французский, итальянский и греческий языки.
В 1867 году поступил на государственную службу, в 1889 году получил назначения в Конью на должность губернатора (вали). 15 января 1903 года султан Абдул-Хамид II назначает Ферид-пашу Великим визирем. Он пробыл на этом посту до 22 июля 1908 года.
Деятельность Ферид-паши на этом посту подвергалась постоянной критике, его обвиняли в связях с организацией «Единение и прогресс». Его предложения султану ввести в стране конституционное правление послужило причиной его отстранения от должности. После отставки с поста Великого визиря некоторое время он исполнял обязанности губернатора Измира.